# بورغوچی
بورغوچی (به زبان ترکمنی: Burguçy / بوُرغوُچی) یک جماعت روستایی در شرق ترکمنستان و در استان لب آب است که در تابعیت شهرستان کویتن‌داغ نزدیکی مرز با افغانستان واقع شده است.
در تابعیت این جماعت روستایی، روستاهای زیر قرار دارند:
- اولام‌سرخی (Olamsurhy / اوْلام‌سوُرحیٛ)
- حطب (Hatap / حاتاپ)
- چاناقچی (Çanakçy / چاناقچیٛ)
- دهقان (Daýhan / دایحان)